# Gadarí
Gadarí (en rus: Гадари) és un poble del Daguestan, a Rússia, que el 2019 tenia 286 habitants. Pertany al districte rural de Mekhelta.